# KUSU KUSU
KUSU KUSU（くすくす）とは、主に1980年代末期から1990年代にかけて活動していた日本の音楽バンドである。

## メンバー
- 次郎（本名は川上次郎、ボーカル、1970年10月12日 - ）
- MU（ギター）
- SAY（ベース、6月14日 - ）
- まこと（本名は宮田誠、ドラム、1969年7月1日 - ）

## 略歴
- 北海道から上京した、当時10代の次郎、MU、まことを中心に1988年3月に結成。
- 1988年6月2日、下北沢（東京都世田谷区）のライブハウス「屋根裏」にて初ライブ。以後、歩行者天国、大学祭のライブ、ニューロティカ、JAGATARAのオープニングアクト等の場で活動。
- 1989年4月8日放送の『三宅裕司のいかすバンド天国』（以下、『イカ天』）に出場。この時に自分たちに付けたキャッチフレーズが『光の国の子供（GA-KI）達』であった。後にシングルとして発表する楽曲「オレンヂバナナ」を演奏し、「在宅審査員賞」と「チャレンジャー賞」を獲得。当時の『イカ天』キング、FLYING KIDSに挑むが、審査員の票は3対4でFLYING KIDSに敗れた。放送終了後、この回の審査員を務めFLYNG KIDSに投票した吉田建の自宅には娘の友人から「なんでおじさん、KUSU KUSU落としたの！」という電話がかかってきたという。この『イカ天』出場がきっかけとなって人気が上昇し、視聴者からのはがきの投票で順位を決める『イカ天』内のコーナー『アマチュアバンドベスト10』では1989年4月29日から7月1日まで10週連続1位を獲得。同年5月5日には初のワンマンライブ、翌々日5月7日には歩行者天国でのライブで1000人を動員した。この年の10月26日にはアルバム『光の国の子供達』を発売し、オリコンのアルバムランキングで最高12位を獲得。
- 1990年にポリスターと契約、同年7月11日にシングル「世界が一番幸せな日」と同名タイトルのアルバムを同時リリースし、メジャーデビュー。同年9月21日には『日本全国踊り巡りツアー』のファイナル『日本列島踊り締め』と題して、日本武道館でのライブを行った。また同年末には、FM東京主催の『ライオンリスナーズグランプリ』でグランプリを獲得した。
- 1991年4月25日、2枚目のシングル「地球オーケストラ」を発売。表題曲が、テレビアニメ『らんま1/2 熱闘編』のオープニングテーマとなる。
- 1994年に“冬眠”と称して活動を休止。最後のライブは同年6月12日の日清パワーステーションだった。
- その後メンバーは個々に活動を開始し事実上の解散。次郎（川上次郎）とまこと（宮田誠）は新バンド『MUITO BONITO』を結成。SAYは元THE SHAMROCKの山森正之が結成したバンドオレンジズに加入（現在は「ROBIN」名義で活動中）。MUITO BONITOは1999年に解散し、次郎はソロ活動へ、まことは「Corcovado（コルコバード）」を結成（ここではボーカルとギターを担当）。
- 2000年2月20日に“冬眠から目覚める”という形、一日限りの復活ライブが下北沢（東京都世田谷区）のライブハウス「CLUB Que」で行われた。また2001年6月12日にも同じく復活ライブが同ライブハウスで行われている。
- 2009年11月15日、11月16日、下北沢（東京都世田谷区）のライブハウス「風知空知」にて、次郎（川上次郎）、まこと（宮田誠）の2人でKUSU KUSU復活ライブが行われた。

## ディスコグラフィー
- 特に注記の無いものは全てポリスターより発売
- アルバム、ビデオのタイトルの下は収録曲
- 順位はオリコンのランキングによる最高位

### シングル
- 世界が一番幸せな日 （1990年7月11日、C/W「5-MIX」　19位）
- 地球オーケストラ （1991年4月25日、C/W「子供達へ」　36位）
- オレンヂバナナ （1991年7月10日、C/W「ゆらりら」　43位）
- ハッスルジャンジャンX'mas （1991年10月25日、C/W「おかえり」　70位）
- GO （1992年5月25日、C/W「くじらと夏」　95位）
- アクセル （1992年10月25日、C/W「ロープウェイ」）

### アルバム
- 光の国の子供達 （1989年10月26日） ※ゴリランドレコード（インディーズ）より発売

あなほり／子供達へ／さんはい／光の丘の木の下で／南国列車／青いコンペイトウ／アパラピレパレ／今日はなんていい日だ
- 世界が一番幸せな日 （1990年7月11日 10位）

ナンマラケッチィデヤ／花咲華人／あんべや／ぼくとボク／ヘッド ヒカラセ／鉄の森／世界が一番幸せな日／すべては自然の中
- cajon（カホン） （1991年5月23日　16位）

ONDO／オレンヂバナナ（cajon version）／YOCHABARE／耕太郎／“る”／地球オーケストラ（N.Y.C.mix）／雲の海／バレバレ／てまねき／夕日のくち
- アッタクッタ （1991年9月25日　53位）

アッタクッタ／猿のいびき／やらんか／マブレ／WARASHIBE／ロバな旅
- KWENDA （1992年6月25日　58位）

月明かりだけで登る山／GO／CHANNEL KING／雲／大泥棒'92／くじらと夏／ギャンブラー／ねらいうちBANG BANG／まくらの中／SARAVAH
- GROOVE MARKET（1992年12月10日）

オープニング／WARASHIBE／大泥棒'92／熱帯人間／バレバレ／猿のいびき／ロープウェイ／夕日のくち／子供達へ／YOCHABARE／くじらと夏／KUSU KUSU SAMBA MEDLEY〜てまねき・花咲華人・光の丘の木の下で〜／あなほりSPECIAL／オレンヂバナナ／月明かりだけで登る山
- JAMBO　〜BEST OF KUSU KUSU〜 （1993年3月25日）

あなほり／光の国の子供達／花咲華人／鉄の森／世界が一番幸せな日／YOCHABARE／地球オーケストラ／雲の海／てまねき／おかえり／猿のいびき／オレンヂバナナ（cajon version）／くじらと夏／GO／まくらの中／アクセル

### ビデオ
- 世界が一番幸せな日 （1990年7月21日）

世界が一番幸せな日／あんべや／すべては自然の中
- KUSU KUSU LIVE at Budokan （1990年12月1日）

雨・風・土（オープニング）／さんはい／雲の海／熱帯夜／鉄の森／Medley〜あんべや・森のスーパーマーケット・青いコンペイトウ・オレンヂバナナ〜／花咲華人／アパラピレパレ／世界が一番幸せな日／すべては自然の中／あなほり／今日はなんていい日だ
- カミタテカママン （1991年9月25日）

マブレ1／地球オーケストラ／マブレ2／オレンヂバナナ（オリジナルバージョン）／マブレ3／おかえり（ビデオバージョン）
- 気持ちが言葉をこえたから （1992年10月25日）

気持ちが言葉をこえたから／GO／ハッスルジャンジャンX'mas
- 冬眠 〜LAST ZOUK〜 （1994年） ※ファンクラブの通信販売のみの発売

森のスーパーマーケット／雲の海／さんはい／子供達へ／猿のいびき／ハレルヤ／バレバレ／鉄の森／雲／くじらと夏／ヘッドヒカラセ／YOCHABARE／地球オーケストラ／CHANNEL KING／おかえり／気持ちが言葉をこえたから／朝日があたる影／WARASHIBE／GO／花咲華人／光の丘の木の下で／ねらいうちBANG BANG／てまねき／世界が一番幸せな日／まくらの中／オレンヂバナナ／あなほり

## タイアップ一覧
| 年     | 曲名               | タイアップ                                                                    |
| ------ | ------------------ | ----------------------------------------------------------------------------- |
| 1990年 | 世界が一番幸せな日 | NHK『みんなのうた』1990年4月・5月放送楽曲                                     |
| 1991年 | 地球オーケストラ   | フジテレビ系アニメ『らんま1/2 熱闘編』オープニング・テーマ（第70話 - 第99話） |
| 1992年 | GO                 | 富士サファリパーク CMソング                                                   |
| 1992年 | アクセル           | テレビ東京系バラエティ番組『聖PCハイスクール』オープニング・テーマ            |